# La Barca, Guerrero
La Barca är en ort i Mexiko.   Den ligger i kommunen Cochoapa el Grande och delstaten Guerrero, i den sydöstra delen av landet, 260 km söder om huvudstaden Mexico City. La Barca ligger 2 102 meter över havet och antalet invånare är 214.
Terrängen runt La Barca är kuperad söderut, men norrut är den bergig. Terrängen runt La Barca sluttar västerut. Runt La Barca är det ganska glesbefolkat, med 43 invånare per kvadratkilometer. Närmaste större samhälle är San Rafael, 0,68 km sydost om La Barca. I omgivningarna runt La Barca växer huvudsakligen savannskog.